# Паунова къща
Къщата на Паунови (на македонска литературна норма: Куќата на Паунови) е възрожденска къща в град Велес, Република Македония. Сградата е обявена за значимо културно наследство на Република Македония в 1964 година.

## История
Къщата е разположена в Пърцорек, на улица „Йован Наумов Алабакот“ № 12. Изградена е около 1868 година в местността Варналиите заедно със съседните Тренчова (№ 5), Чокалова (№ 7) и Пърнарова къща (№ 3), с които формира впечатляващ комплекс.

## Архитектура
Основата на къщата е правилна. Сградата е просторна, на три етажа – приземие и два ката. Доминират прозорците и чардакът. Особено впечатляваща е вътрешността на къщата, в която преобладават елементи от традиционното строителство.
Приземието е с масивен градеж и вход от южната страна, който свързва двора през затворен трем. На първия етаж са разположени помещенията за живеене, с вградена покъщнина и кухня, които са разпределени около доминиращ чардак. Всички стаи на първия етаж са добре осветени с много прозорци, освен кухнята, която гледа към чардака. На втория етаж също има много прозорци и разпределението на стаите е много подобно на това от първия, като единствената разлика е балконът, обърнат към улицата и достъпен от чардака. Вътрешно помещенията са с изключително хубаво изработен тавани, врати и вградена покъщнина. Интериорът е красиво изработен с интересни елементи от традиционното строителство. Второстепенната пластика е еднокомпонентна и компактна, без особена раздвиженост. Фасадата е еркерно издадена и е подпряна отдолу, като има и профилирана стряха. Балконът има ограда от ковано желязо и триъгълен фронтал по него.
Фасадата на къщата е реставрирана.